# Walnut Tree
Walnut Tree – dzielnica miasta Milton Keynes w Anglii, w Buckinghamshire, w dystrykcie (unitary authority) Milton Keynes. Leży 20,4 km od miasta Buckingham, 24,3 km od miasta Aylesbury i 70,1 km od Londynu. W 2001 miejscowość liczyła 12 526 mieszkańców.